# Puntius lateristriga
Puntius lateristriga és una espècie de peix cipriniforme de la família dels ciprínids.

## Morfologia
Els mascles poden assolir els 18 cm de longitud total.

## Alimentació
Menja crustacis, cucs, insectes i matèria vegetal.

## Distribució geogràfica
Es troba des de Malàisia fins a Borneo.